# Ла Лома Уно (Сан Мигел ел Алто)
Ла Лома Уно (шп. La Loma Uno) насеље је у Мексику у савезној држави Халиско у општини Сан Мигел ел Алто. Насеље се налази на надморској висини од 1956 м.

## Становништво
Према подацима из 2010. године у насељу је живело 8 становника.

### Хронологија
| Година       | 2000 | 2005        | 2010 |
| ------------ | ---- | ----------- | ---- |
| Становништво | 6    | 22 (13 / 9) | 8    |

### Попис
| # | Индикатор                     | Вредност |
| - | ----------------------------- | -------- |
| 1 | Укупно домаћинстава           | 4        |
| 2 | Укупно насељених домаћинстава | 2        |
| 3 | Величина локације             | 1        |